# ハロルド・ジョージ・メイ
ハロルド・ジョージ・メイ（英: Harold George Meij、1963年〈昭和38年〉12月4日 - ）は、オランダ出身の実業家。東京都在住。
サンスター株式会社執行役員、日本コカ・コーラ株式会社副社長、株式会社タカラトミー代表取締役社長兼CEO、新日本プロレスリング株式会社代表取締役社長兼CEOなどを歴任した。

## 経歴
1963年12月4日にオランダで生まれる。幼少期はオランダで過ごし、8歳のときに父親の仕事の都合により神奈川県横浜市に転居し、インターナショナル・スクールに編入した。1976年、13歳のときにインドネシアに転居し高校卒業まで過ごした。卒業後は経営学と東洋学を学ぶため、アメリカに渡りバックネル大学に入学した。
大学を卒業後、1987年にハイネケンジャパン（現・ハイネケン・キリン）入社。社長の補佐としてビールのマーケティングに勤しんだ。1990年に日本リーバ（現・ユニリーバ・ジャパン）に転職。リプトンブランドのマーケティングを担当し、缶飲料やチルド飲料などの商品開発に携わった。2000年にサンスター執行役員に就任。G・U・MやOra2などのオーラルケア事業を担当した。2006年には日本コカ・コーラ副社長に就任。コカ・コーラ ゼロなどのマーケティングを担当した。
タカラトミーの富山幹太郎社長より招聘され、2014年に経営顧問として同社に入社。副社長兼COOを経て、2015年に社長兼CEOに就任した。前身のトミーを含め創業以来、創業家以外からは初の抜擢となった。赤字だったタカラトミーの改革を進め、2017年第1四半期には大幅黒字に転換し、V字回復に導いた。タカラトミーの株価は就任直後に比べ4倍以上となった（2017年12月時点）。
2017年12月をもってタカラトミーを退職。その後、ブシロード創業者の木谷高明より招聘され、2018年に同社取締役CSOおよび新日本プロレスリング社長兼CEOに就任。6月9日に行われた「DOMINION in OSAKA-JO HALL」にて初登場を果たした。新日本プロレスのグローバル化に貢献し、2019年にはマディソン・スクエア・ガーデン大会や初のロンドン大会を実現させた。同年8月には過去最高となる売上高と営業利益を達成した。
2020年、ブシロード取締役CSOおよび新日本プロレスリング社長兼CEOを退任。内閣府のクールジャパン戦略有識者検討会、一般社団法人日本能率協会マーケティング部門評議員を務め、ビジネス講演なども行っている（コラム）[26]　（Voicyインタービュー）。
2025年現在は、アース製薬・キユーピー・パナソニックの社外取締役を務めるほか、TBSテレビの情報番組「Nスタ」にコメンテーターとして出演している。

## 人物・エピソード
- 日本語、英語、オランダ語など6か国語に通じており、声のみならば日本人かと思わせる流暢な日本語を操る[23]。
- コカ・コーラ ゼロのマーケティングおける「ゼロ侍」のキャラクター採用は、大の日本通であるメイの意見を採り入れたとされている[24]。
- ハイネケンから現在に至るまで、新ブランドの立ち上げや育成・強化、プロモーションなどを行い、ブランド構築といったマーケティングに特に精通している[25]。
- ハロウィンには仮装して出社し[26][27]、社内や地域を盛り上げるなど、明るく親しみやすい人柄でも知られている[28]。
- アメリカのバックネル大学在学中、現地の消防にボランティアとして入隊。消防・救急・レスキュー隊員を務めた[8]。
- 大のプロレス好きとして知られ、上述した新日本プロレスリング社長に就任している[19]。

## 履歴

### 学歴・職歴
- 1987年（昭和63年）1月 - ハイネケンジャパン株式会社（現・ハイネケン・キリン株式会社）入社 アシスタント・ジェネラル・マネージャー[29]。
- 1990年（平成2年）4月 - 日本リーバ株式会社（現・ユニリーバ・ジャパン株式会社）入社 アシスタント・ブランド・マネージャー[29]。
- 2000年（平成12年）4月 - サンスター株式会社入社 オーラルケア事業執行役員[29]。
- 2006年（平成18年）9月 - 日本コカ・コーラ株式会社入社 副社長 マーケティング本部本部長[29]。
- 2007年（平成19年）11月 - 日本コカ・コーラ株式会社副社長兼CCO（英語版）[29]。
- 2014年（平成26年）3月 - 株式会社タカラトミー入社 経営顧問[30]。
- 2014年（平成26年）4月 - 株式会社タカラトミーCOO 海外事業統括本部本部長[31]。
- 2014年（平成26年）6月 - 株式会社タカラトミー代表取締役副社長兼COO 海外事業統括本部本部長[32][33]。
- 2015年（平成27年）4月 - 株式会社タカラトミー代表取締役副社長兼COO 海外戦略室担当[34]。
- 2015年（平成27年）6月 - 株式会社タカラトミー代表取締役社長兼CEO[35]。
- 2015年（平成27年）9月 - TOMY Holdings, Inc. 社長兼CEO[36]。
- 2016年（平成28年）2月 - TOMY Holdings, Inc. CEO[37]。
- 2017年（平成29年）12月 - 株式会社タカラトミー退職[38]。
- 2018年（平成30年）5月 - 株式会社ブシロード入社 取締役CSO スポーツ本部本部長[39]。
- 2018年（平成30年）5月 - 新日本プロレスリング株式会社代表取締役社長兼CEO[40]。
- 2019年（平成31年）3月 - アース製薬株式会社社外取締役（現任）[41]。
- 2020年（令和2年）10月 - 株式会社ブシロード退職[42][43]。
- 2020年（令和2年）11月 - 株式会社サンリオ顧問（現任）[44]。
- 2021年（令和3年）3月 - パナソニック株式会社（現・パナソニックホールディングス株式会社）顧問[45]。
- 2021年（令和3年）4月 - アリナミン製薬株式会社社外取締役[45]。
- 2021年（令和3年）12月 - 株式会社コロプラ社外取締役[46][47][48]。
- 2022年（令和4年）4月 - パナソニック株式会社社外取締役（現任）[49]。

### 受賞・栄誉
- 2019年（令和元年）12月 - 第45回経済界大賞グローバル賞（株式会社経済界）[50]。
- 2020年（令和２年）9月　- FORBES Sports Business Award 2020

## 現職
- 株式会社サンリオ顧問
- アース製薬株式会社社外取締役[51]
- パナソニック株式会社社外取締役[52]
- 一般社団法人日本能率協会評議員[53]
- キユーピー株式会社社外取締役

## レギュラー出演
- Nスタ（2021年1月8日[54] - 、TBSテレビ） - 月曜日・金曜日コメンテーター

## その他の出演

### テレビ
- ウェークアップ!ぷらす（2015年2月28日[55]・5月30日[56]・6月20日[57]、日本テレビ放送網）
- シューイチ（2015年3月1日[58]・2016年10月30日[59]、日本テレビ放送網）
- 日経スペシャル ガイアの夜明け（2015年7月21日[60]、テレビ東京）
- ワールドビジネスサテライト（2016年7月12日[61]・2017年5月2日[62]、テレビ東京）
- Nスタ（2016年10月28日[63]・2020年11月6日[64]・12月4日[65]、TBSテレビ）
- 開運!なんでも鑑定団（2017年2月28日[66]、テレビ東京）
- ビジネスStyle（2017年5月7日[67]、フジテレビジョン）
- クローズアップ現代+（2018年7月19日[68]、NHK総合テレビジョン）
- True Tokyo Part 2（2018年10月29日[69]、CNN）
- NHKニュース おはよう日本（2019年5月9日[70]、NHK総合テレビジョン）
- サラメシ（2019年12月3日、NHK総合テレビジョン）
- ザ・ヒューマン（2020年2月8日[71]、NHK BS1）（見る）
- がっちりマンデー!!（2020年2月23日[72]、TBSテレビ）
- Japanology Plus（2020年3月24日[73]、NHKワールドTV・NHK BS1）

### インターネットテレビ
- THE UPDATE（2019年8月6日[74]、NewsPicks）

### ラジオ
- ENEOSプレゼンツ あさナビ（2020年3月2日 - 3月6日[75]、ニッポン放送）

### 広告・プロモーション
- 東京都広報ビデオ「TOKYO, MY CITY」[76]

### 活字媒体
- 日本経済新聞が「仕事人秘録」を22回連載（見る）（2019年7月26日～9月4日）

## 著作
- 『百戦錬磨 セルリアンブルーのプロ経営者』時事通信社、2019年12月17日。ISBN 9784788716940。